# El Fornell
El Fornell és una masia de Navès (Solsonès) inclosa a l'Inventari del Patrimoni Arquitectònic de Catalunya.

## Situació
La masia es troba al centre de la capçalera de la rasa del Fornell, sota mateix del cingle de la Creu de Busa que s'aixeca, imponent, al nord. S'hi va des de la nova carretera de la Vall d'Ora que s'inicia al km. 119,4 de la C-26 (de Solsona a Berga)(41° 59′ 41″ N, 1° 39′ 01″ E / 41.994642°N,1.650209°E). Transcorreguts 10,6 km de la dita carretera (42° 04′ 52″ N, 1° 40′ 12″ E / 42.080974°N,1.669984°E) es pren la pista arranjada de l'esquerra en direcció "La Selva" o "Rectoria de la Selva". i, als 12,7 km es troba el trencall que mena al Fornell. La pista està ben indicada però als pocs metres té barrat el pas amb un encadenat. Cal anar-hi a peu i s'hi arriba en un quart d'hora.

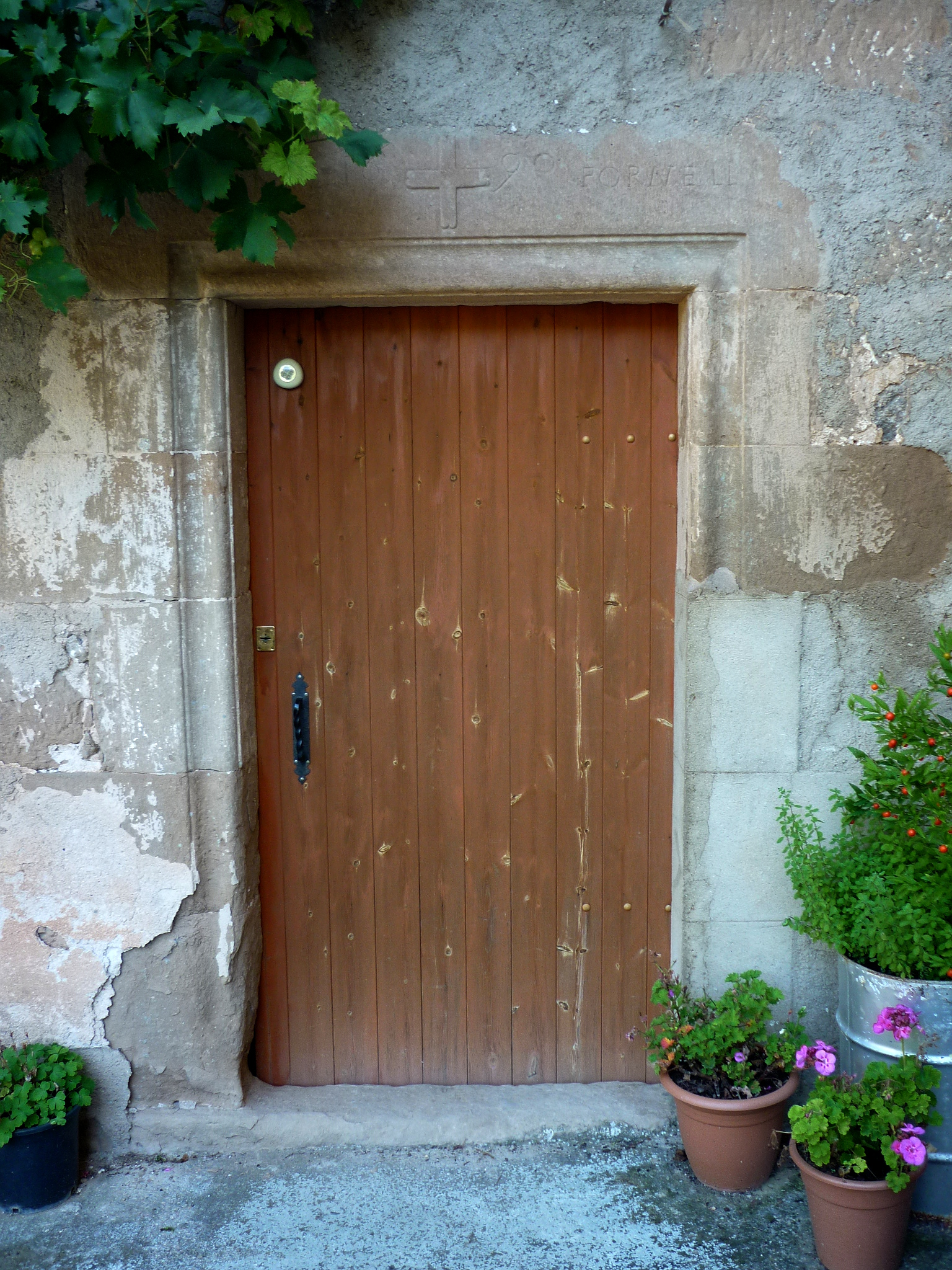
Porta de la capella

## Descripció
Masia de planta rectangular amb teulada a dos vessants i orientada nord - sud. Porta d'arc de mig punt adovellada a la cara sud. La planta baixa té sòl de pedra i està coberta amb volta. El parament és de carreus irregulars units amb morter. Les llindes de les finestres i dels balcons són de pedra picada i tallats.
Adossada a la cara sud hi ha una petita capella de planta rectangular, d'una sola nau, teulada a dos vessants i porta amb llinda, a la cara est. La capella està sota l'advocació de Sant Antoni.

## Història
Es tenen notícies documentals de la masia del Fornell des del segle xiv. Al segle xvii, quan van fer reformes a l'església parroquial de La Selva per ordre del bisbe fra Pere de Santiago, portava l'administració de les obres l'obrer Antoni Fornells, fill de la masia de Fornells.